# Яжджевский, Лешек
Ле́шек Ко́нрад Яждже́вский (польск. Leszek Konrad Jażdżewski; род. 1982) — польский публицист, политолог, сооснователь и главный редактор журнала «Liberté!», соавтор «Игр Свободы», член программного совета Европейского Форума новых идей.

## Общественная деятельность
В мае 2005 года, будучи студентом Лодзинского университета, инициировал написание открытого письма тогдашнему президенту Польши Александру Квасьневскому и министерству иностранных дел. Письмо было связано с визитом президента в Москву и участием в мероприятиях по случаю 60-й годовщины победы над фашизмом. Авторы письма требовали, чтобы вместе с представителями других государств, приглашённых на празднования, президент поднял тему освобождения от сталинского порабощения и террора. Под письмом подписалось 2 тысячи человек, в том числе Марек Эдельман, Владислав Фрасынюк и Яцек Сариуш-Вольский.
Был членом «Демократической партии - demokraci.pl» и её молодёжной организации. Партию и молодёжную организацию покинул в 2006 году, когда «Демократическая партия» заключила соглашение с СДЛС и вошла в блок «Левые и Демократы».
В 2007 году баллотировался в Сейм по списку «Гражданской платформы» как независимый кандидат. Был 10-м номером списка в избирательном округе № 9 (Лодзь), набрал 1787 голосов, что было недостаточно для получения мандата.
В 2012 году, во время марша «Идёт Антикоммуна» в Лодзи, организованного «Национально-радикальным лагерем» и «Всепольской молодёжью», нарушил его ход, поднявшись на возвышение, выполнявшее роль тибуны, с плакатом «16 XII 1922: Zachęta — Pamiętamy» (16 XII 1922: Захента — Помним; имеется ввиду убийство первого президента Польши Габриэля Нарутовича 16 декабря 1922 года экстремистом Элигиушем Невядомским в галерее «Захента»). Это привело к тому, что Яжджевский, по собственным словам, был оплёван и легко избит.
В феврале 2014 года подал заявление в прокуратуру относительно выделения министром культуры Богданом Здроевским дотации в 6 млн злотых на строительство музея Иоанна Павла II и Стефана Вышиньского при Храме Провидения Божия в Варшаве. Заявлению предшествовало открытое письмо премьер-министру Дональду Туску, размещённое в блоггерском сервисе журнала «Polityka». Прокуратура прекратила следствие по делу в июне 2014 года.
В 2015 году вместе с Катажиной Любнауер разработал законопроект «Светская школа» о прекращении финансирования уроков религии в школах из государственного бюджета. Проект собрал 150 тыс. подписей (из 100 тыс., необходимых для приятия проекта к рассмотрению в Сейме) за 2,5 месяца. Сейм не поддержал этот проект.
В 2019 году, предваряя выступление Дональда Туска в Варшавском университете, раскритиковал Польскую католическую церковь. Речь Яжджевского вызвала широкий общественный резонанс.

## Семья
Внук Конрада Яжджевского, профессора археологии Лодзинского университета.